# (2400) Derevskaya
(2400) Derevskaya est un astéroïde de la ceinture principale.

## Description
(2400) Derevskaya est un astéroïde de la ceinture principale. Il fut découvert le 17 mai 1972 à Naoutchnyï par Tamara Smirnova. Il présente une orbite caractérisée par un demi-grand axe de 3,00 UA, une excentricité de 0,10 et une inclinaison de 10,4° par rapport à l'écliptique.

## Compléments